# Хану Конаки (Галац)
Хану Конаки (рум. Hanu Conachi) насеље је у Румунији у округу Галац у општини Фундени. Oпштина се налази на надморској висини од 21 m.

## Становништво
Према подацима из 2002. године у насељу је живело 2605 становника, од којих су сви румунске националности.